# 博尔考伊·若尔特
博尔考伊·若尔特（匈牙利語：Borkai Zsolt，1965年8月31日—），匈牙利男子竞技体操运动员。他曾获得1988年夏季奥运会体操比赛男子鞍马金牌。他曾在2010年至2017年间担任匈牙利奥林匹克委员会主席。